# Etnické čistky v Prijedoru
Během bosenské války došlo v letech 1992 a 1993 k etnickým čistkám ze strany bosenskosrbského politického a vojenského vedení – Armády Republiky srbské, většinou proti bosňáckým a chorvatským civilistům v Prijedorské oblasti Bosny a Hercegoviny. Složení nesrbského obyvatelstva bylo drasticky sníženo: z 50 000 Bosňáků a 6 000 Chorvatů zůstalo do konce války v obci jen asi 6 000 Bosňáků a 3 000 Chorvatů. Kromě masakru ve Srebrenici byl Prijedor oblastí s druhou nejvyšší mírou zabíjení civilistů spáchaných během bosenské války. Podle Výzkumného a dokumentačního střediska (IDC) se sídlem v Sarajevu bylo během války v Prijedoru zabito nebo zmizelo 4 868 lidí. Mezi nimi bylo 3 515 bosňáckých civilistů, 186 chorvatských civilistů a 78 srbských civilistů. K říjnu 2013 bylo lokalizováno 96 masových hrobů a identifikováno přibližně 2 100 obětí, převážně analýzou DNA.